# Astragalus geerwusuensis
Astragalus geerwusuensis es una especie de planta del género Astragalus, de la familia de las leguminosas, orden Fabales.

## Distribución
Astragalus geerwusuensis se distribuye por China.

## Taxonomía
Fue descrita científicamente por H. C. Fu. Fue publicada en Fl. Intramongolica 2(3): 671 (1989).